# یان هاکان ابرگ
یان هاکان ابرگ (انگلیسی: Jan Håkan Åberg; ۱۰ مارس ۱۹۱۶ – ۸ ژانویهٔ ۲۰۱۲) موسیقی‌دان و هنرمند اهل سوئد بود.

ابرگ که در دالارنا به دنیا آمد، به عنوان نوازنده ارگ کلیسای جامع در هارنوساند کار می کرد. 

او در کتاب مزامیر کنونی سوئدی (۱۹۸۶) با دو آهنگ به نمایش درآمده است.